# Таминанго
Таминанго (исп. Taminango) — город и муниципалитет на юго-западе Колумбии, на территории департамента Нариньо. Входит в состав провинции Ла-Кордильера.

## История
Поселение, из которого позднее вырос город, было основано в 1704 году. Муниципалитет Таминанго был выделен в отдельную административную единицу 19 января 1886 года.

## Географическое положение

Муниципалитет Таминанго

Город расположен в северо-восточной части департамента, в горной местности Западной Кордильеры, на расстоянии приблизительно 36 километров к северу от города Пасто, административного центра департамента. Абсолютная высота — 1538 метров над уровнем моря.
Муниципалитет Таминанго граничит на севере с территорией муниципалитета Эль-Росарио, на северо-западе — с муниципалитетом Поликарпа, на юго-западе — с муниципалитетом Эль-Пеньоль, на юге — с муниципалитетом Эль-Тамбо, на юго-востоке — с муниципалитетом Чачагуи, на востоке — с муниципалитетом Сан-Лоренсо, на северо-востоке — с территорией департамента Каука. Площадь муниципалитета составляет 284 км².

## Население
По данным Национального административного департамента статистики Колумбии, совокупная численность населения города и муниципалитета в 2024 году составляла 18 629 человек.
Динамика численности населения муниципалитета по годам:
| 2005   | 2010   | 2015   | 2020   | 2021   | 2022   | 2023   | 2024   |
| ------ | ------ | ------ | ------ | ------ | ------ | ------ | ------ |
| 17 218 | 18 775 | 20 537 | 18 151 | 18 255 | 18 375 | 18 511 | 18 629 |

Согласно данным переписи 2005 года мужчины составляли 50,7 % от населения Таминанго, женщины — соответственно 49,3 %. В расовом отношении белые и метисы составляли 94,5 % от населения города; негры, мулаты и райсальцы — 5,5 %.
Уровень грамотности среди всего населения составлял 84,1 %.

## Экономика
66,7 % от общего числа городских и муниципальных предприятий составляют предприятия торговой сферы, 24,8 % — предприятия сферы обслуживания, 7,7 % — промышленные предприятия, 0,8 % — предприятия иных отраслей экономики.